# Reinhard von den Velden
Reinhard von den Velden (* 15. Dezember 1880 in Straßburg; † 1941 in Buenos Aires)  war ein deutscher Internist.

## Biografie
Reinhard von den Velden wurde 1904 in Heidelberg promoviert, habilitierte sich 1907 in Marburg für Innere Medizin und experimentelle Pathologie und wurde 1912 außerordentlicher Professor. Im Jahr 1906 hatte er die intrakardiale Injektion von vasoaktiven Substanzen in die Klinik eingeführt 1919 ging er an die Charité als Leiter der Poliklinik in der 1. Medizinischen Klinik unter Wilhelm His. 1920 wurde er Chefarzt im Städtischen Krankenhaus Berlin-Wilmersdorf und 1932 Chefarzt am Krankenhaus Reinickendorf als Nachfolger von Felix Klemperer. Er hatte ein jüdisches Großelternteil und verlor deshalb nach Machtübernahme der Nationalsozialisten 1933 seine Stellung am Krankenhaus Reinickendorf. 1935 wurde er von der Gestapo vorgeladen und Ende 1936 gab er die Lehre an der Universität Berlin auf. 1939 kehrte er nach einem Argentinien-Aufenthalt nicht mehr nach Deutschland zurück.
Er befasste sich mit Endokrinologie und angewandter Pharmakologie.
1925 wurde er Generalsekretär der Deutschen Gesellschaft für Gastroenterologie, Verdauungs- und Stoffwechselkrankheiten (DGVS). Ab 1930 war er Schriftleiter der Deutschen Medizinischen Wochenschrift.
Er war Mitarbeiter am Handbuch der inneren Medizin (mit Wilhelm Alexander Freund: Anatomisch begründete Konstitutionsanomalien, Konstitution und Infantilismus, 1. Auflage, Band 4, 1912). Dort ist für seinen Wirkungsort Düsseldorf (Medizinische Akademie) angegeben.
1919 führte er die erste intrakardiale Adrenalin-Injektion durch.
Sein gleichnamiger Vater Reinhard von den Velden (1851–1903) war ebenfalls Internist.

## Schriften
- mit Paul Oswald Wolff: Einführung in die Pharmakotherapie. Thieme, 1925.
- mit Paul Clairmont und Paul Wolff: Die Bekämpfung des Blutverlustes durch Transfusion und Gefäßfüllung. Thieme, 1928.
- Ärztliche Eindrücke von einer Abessinienfahrt. In: Deutsche Medizinische Wochenschrift. 1935.